# Unisaari (ö i Södra Savolax, Nyslott, lat 62,11, long 29,23)
Unisaari är en ö i Finland. Den ligger i sjön Pyyvesi och i kommunen Nyslott i  landskapet Södra Savolax, i den sydöstra delen av landet, 300 km nordost om huvudstaden Helsingfors. Öns area är 2,5 hektar och dess största längd är 300 meter i sydöst-nordvästlig riktning.